# Ielnia
Ielnia (en russe : Ельня) est une ville de l'oblast de Smolensk, en Russie, et le centre administratif du raïon de Ielna. Sa population s'élevait à 8 332 habitants en 2021.

## Géographie
Ielnia est arrosée par la rivière Desna et se trouve à 82 km au sud-est de Smolensk et à 313 km au sud-ouest de Moscou.

## Histoire
La première mention d'un établissement, apparaît en 1150, le prince Rostislav de Smolensk, lui demandant pour impôt, quatre grivnas et une peau de renard. Par la suite, le village partage l'histoire de la région de Smolensk, payant le tribut à la Horde d'or, puis tombant sous la domination du Grand duché de Lituanie. Il revient à la Russie, après la guerre russo-polonaise, en 1667. Le statut de ville lui est accordé en 1776, et elle devient le siège administratif d'un ouiezd du gouvernement de Smolensk.
Durant la campagne napoléonienne, la ville fut un important centre de résistance à l'envahisseur. Pendant la contre-offensive de l'hiver 1812, Koutouzov y installa son état-major.
Durant la Seconde Guerre mondiale, Ielnia a été le théâtre d'importantes batailles du front de l'Est :
- Le 30 août 1941, Ielnia devient le terrain de l'offensive de Ielnia, la première offensive soviétique victorieuse de la Grande guerre patriotique.
- En 1942, le raïon de Ielnia est aux mains des partisans de Dorogobouj et les forces allemandes ne contrôlent que la ville. En mars 1942, les partisans libèrent la ville, tuant plus d'un millier de soldats allemands, mais trois jours plus tard, le 18 mars 1942, ils sont forcés de battre en retraite et de regagner les forêts. 289 Juifs vivaient dans la ville en 1939, mais, en mars 1942, 230 d'entre eux seront assassinés dans une exécution de masse[2].
- En août 1943, la ville de Ielnia devient l'une des clés de la bataille de Smolensk. Le 30 août, les forces allemandes sont forcées d'abandonner Ielnia, essuyant de lourdes pertes. Cela marque le commencement d'une longue retraite allemande de la région. Le 3 septembre, les forces soviétiques atteignent les rives du Dniepr.

## Population
Recensements (*) ou estimations de la population
| 1856  | 1897* | 1913  | 1926* | 1931  |
| ----- | ----- | ----- | ----- | ----- |
| 3 700 | 2 441 | 7 500 | 4 437 | 4 300 |

| 1939* | 1959* | 1970* | 1979* | 1989* |
| ----- | ----- | ----- | ----- | ----- |
| 7 100 | 6 897 | 8 336 | 9 078 | 9 868 |

| 2002*  | 2010*  | 2012   | 2013  | 2014  |
| ------ | ------ | ------ | ----- | ----- |
| 10 798 | 10 095 | 10 025 | 9 783 | 9 573 |

| 2021  | - | - | - | - |
| ----- | - | - | - | - |
| 8 332 | - | - | - | - |

## Économie
La ville abrite une fabrique de fromage, une grande boulangerie et une usine de briques.

## Galerie

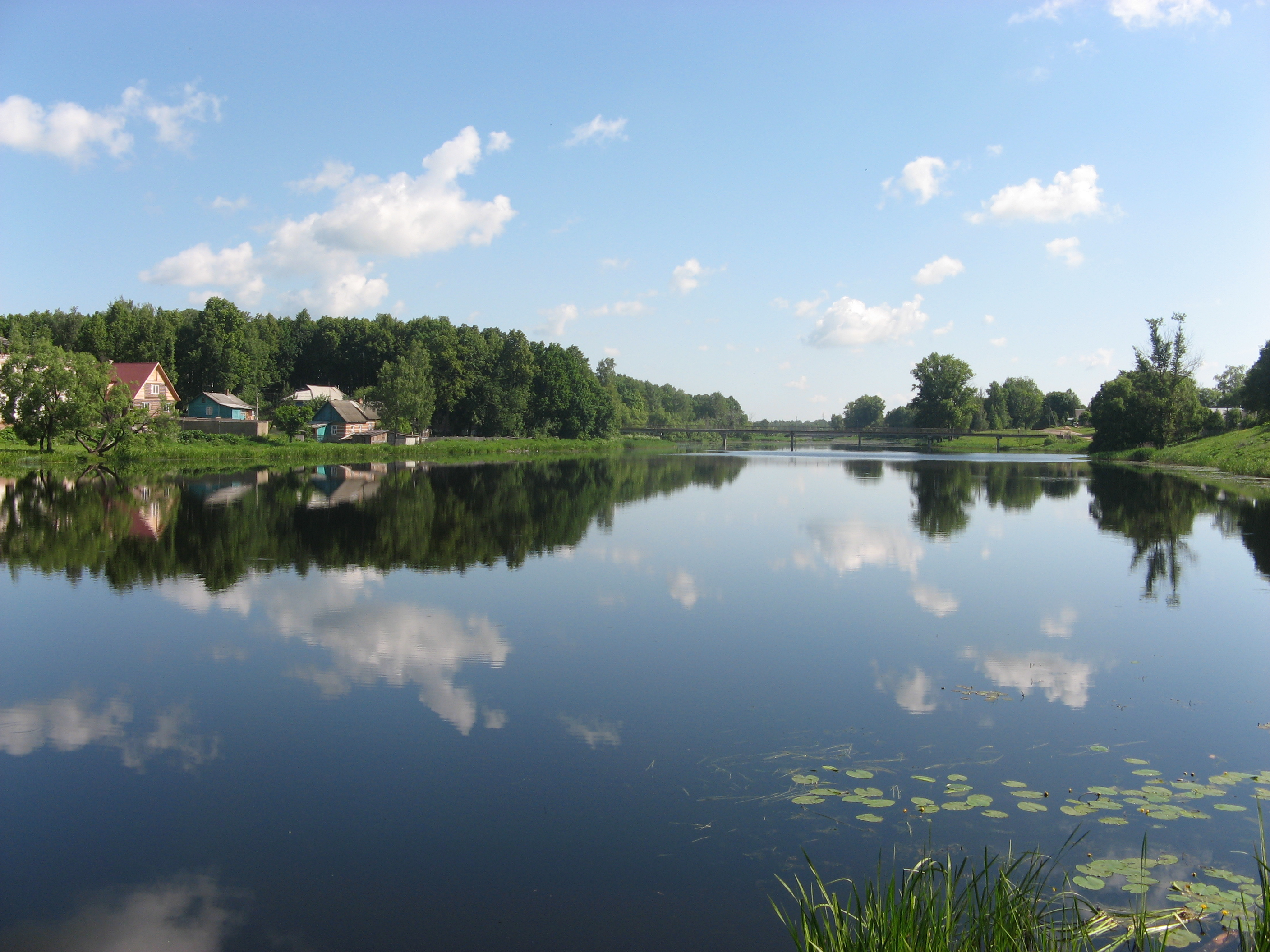
La Desna à Ielnia.
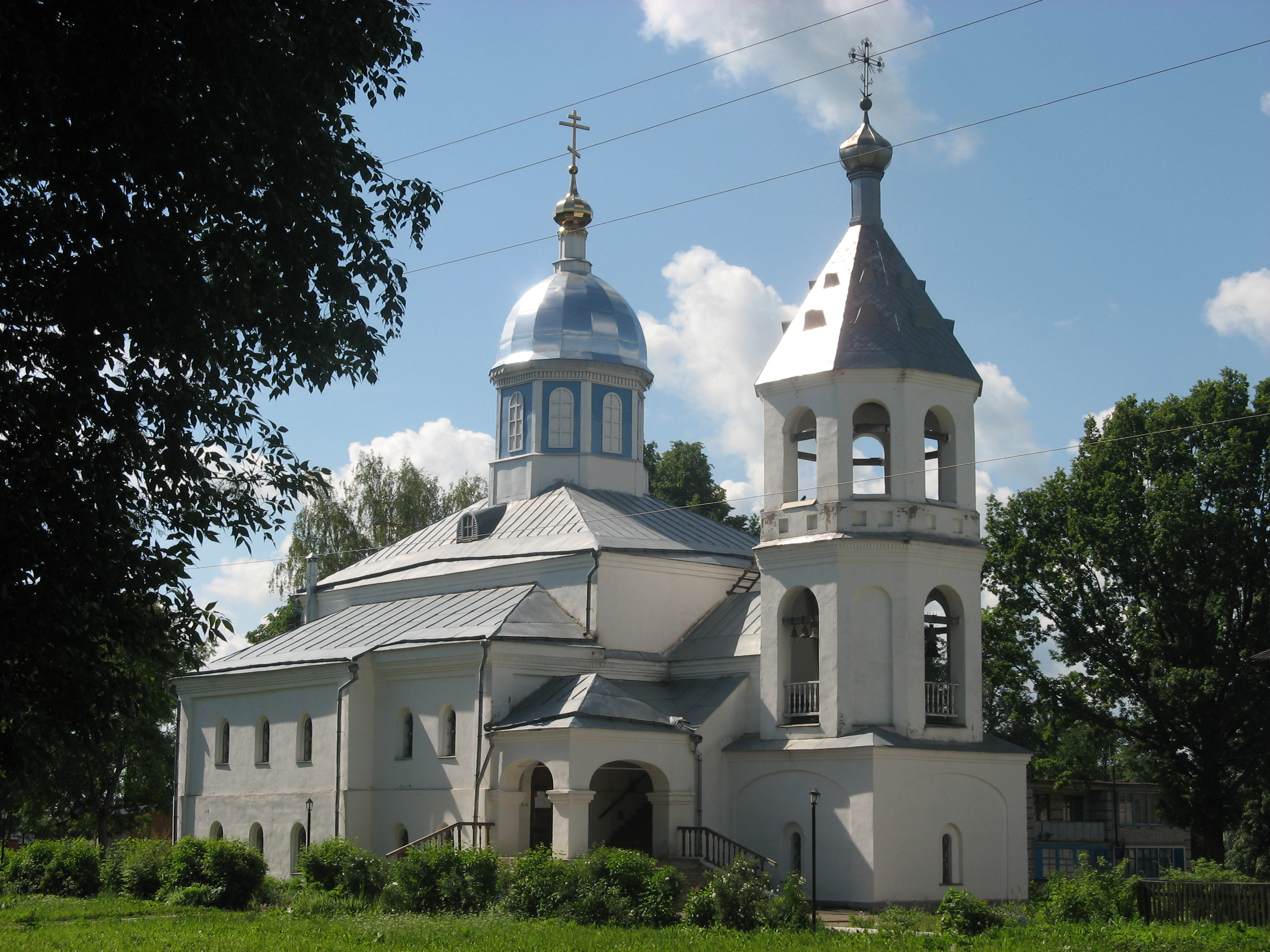
L'église Saint-Élie de Ielnia.
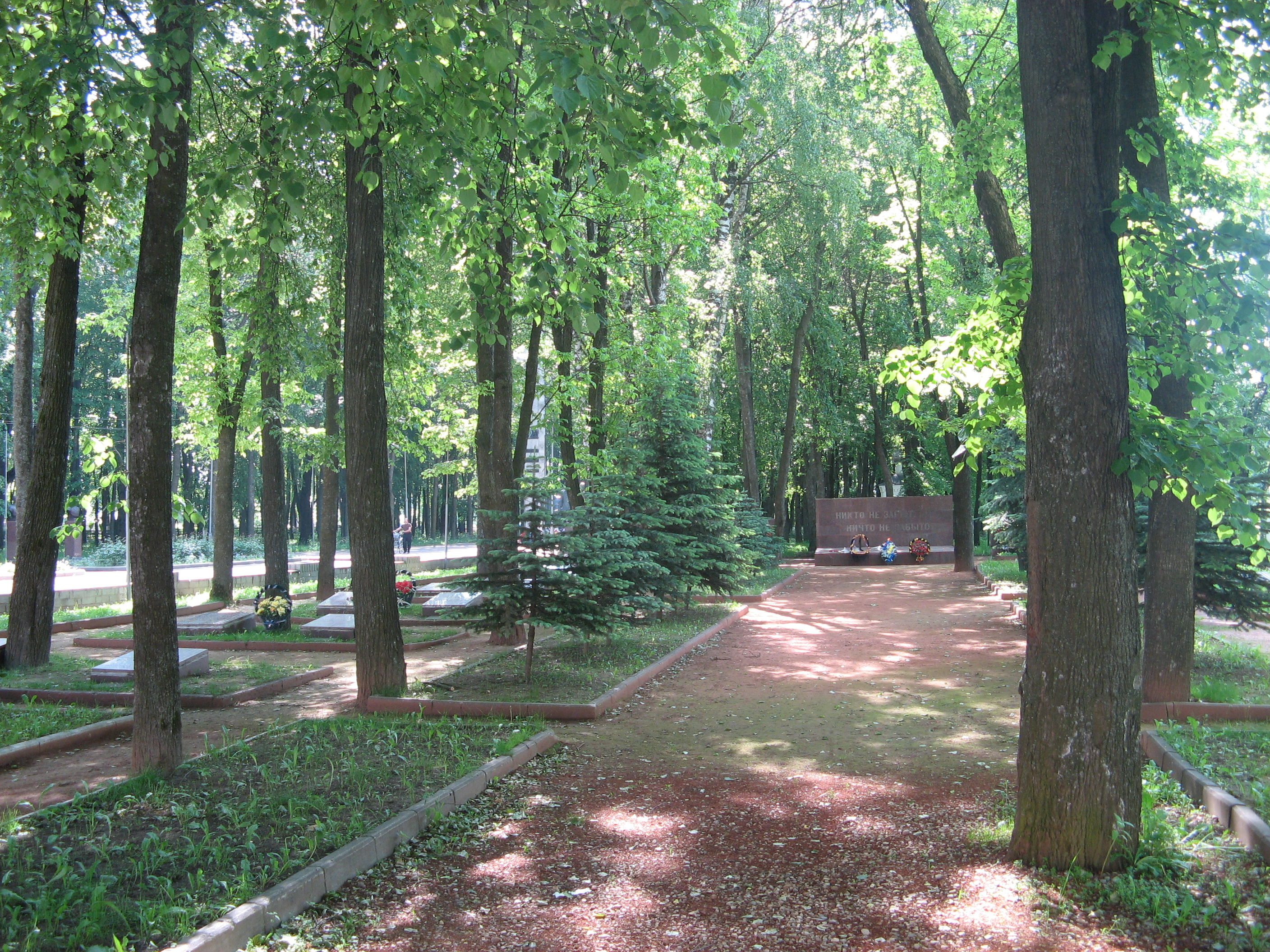
Sépulture des soldats dans le square municipal.
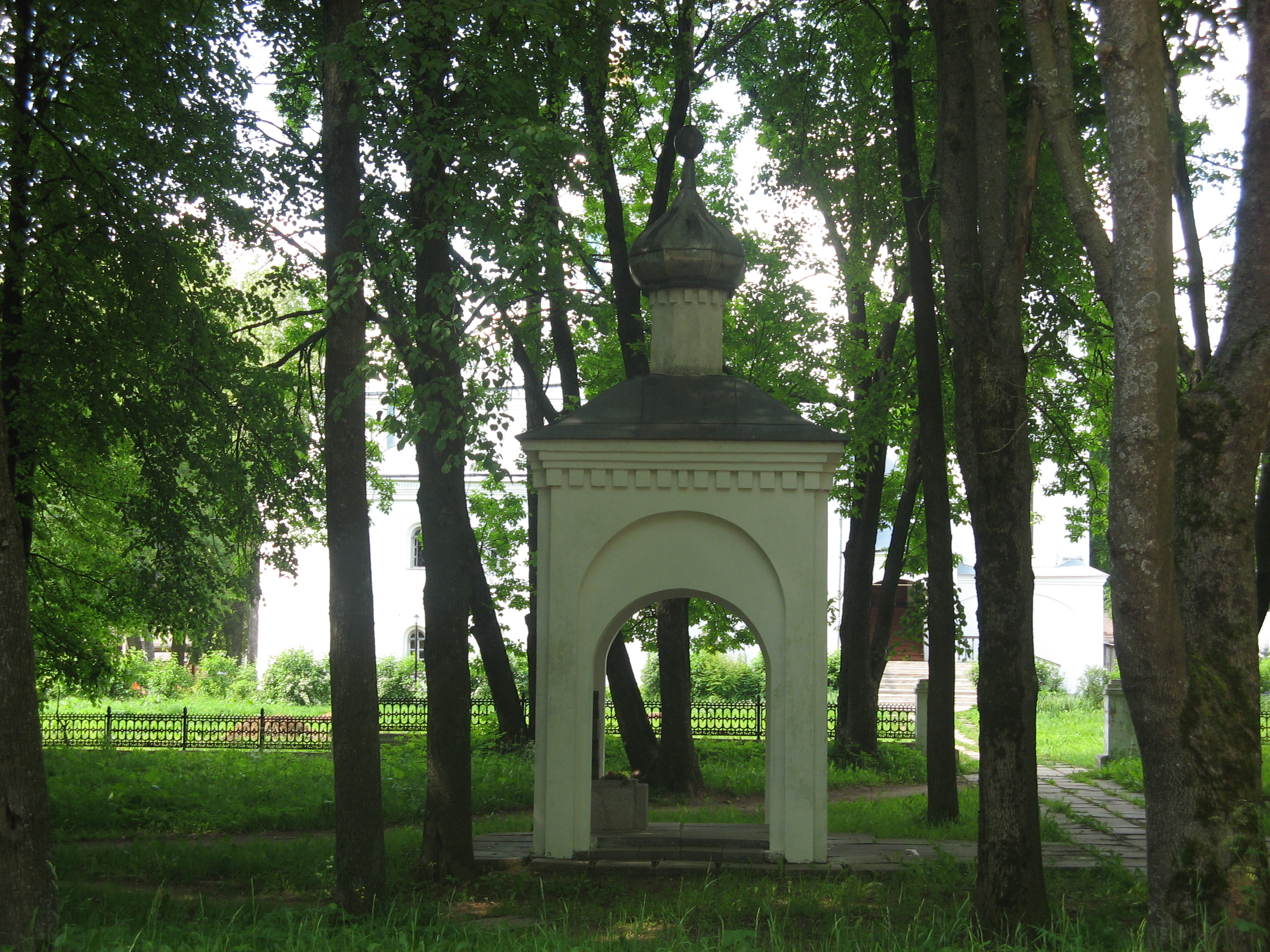
Chapelle dans le parc.
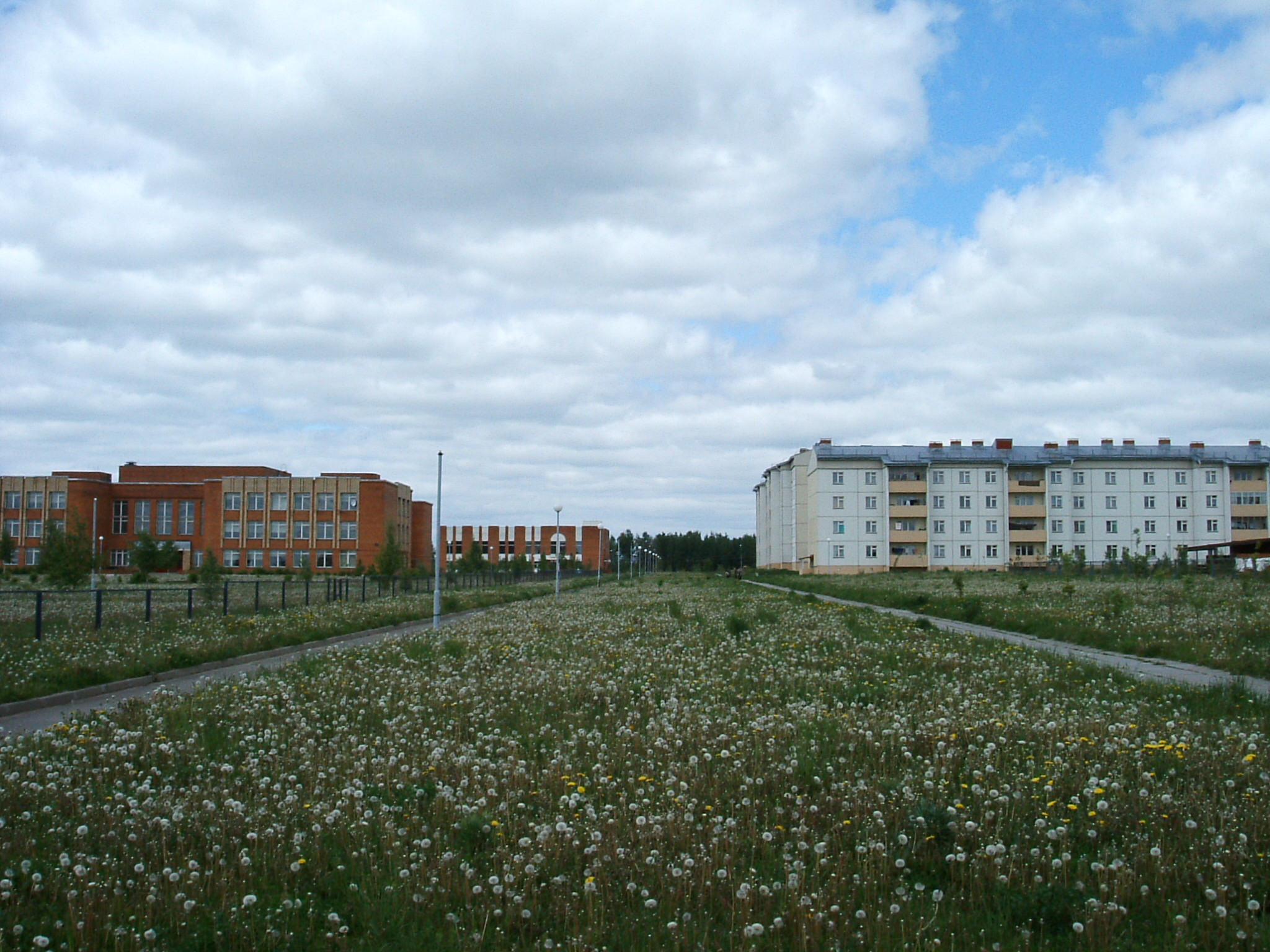
Microraïon de Koutouzov.

## Personnalités
En 1804, dans le village voisin de Novospasskoïe, naît le compositeur Mikhaïl Glinka, dont la maison, restaurée en 1992, est devenue un musée. Un festival Glinka se tient chaque année, dans le raïon.

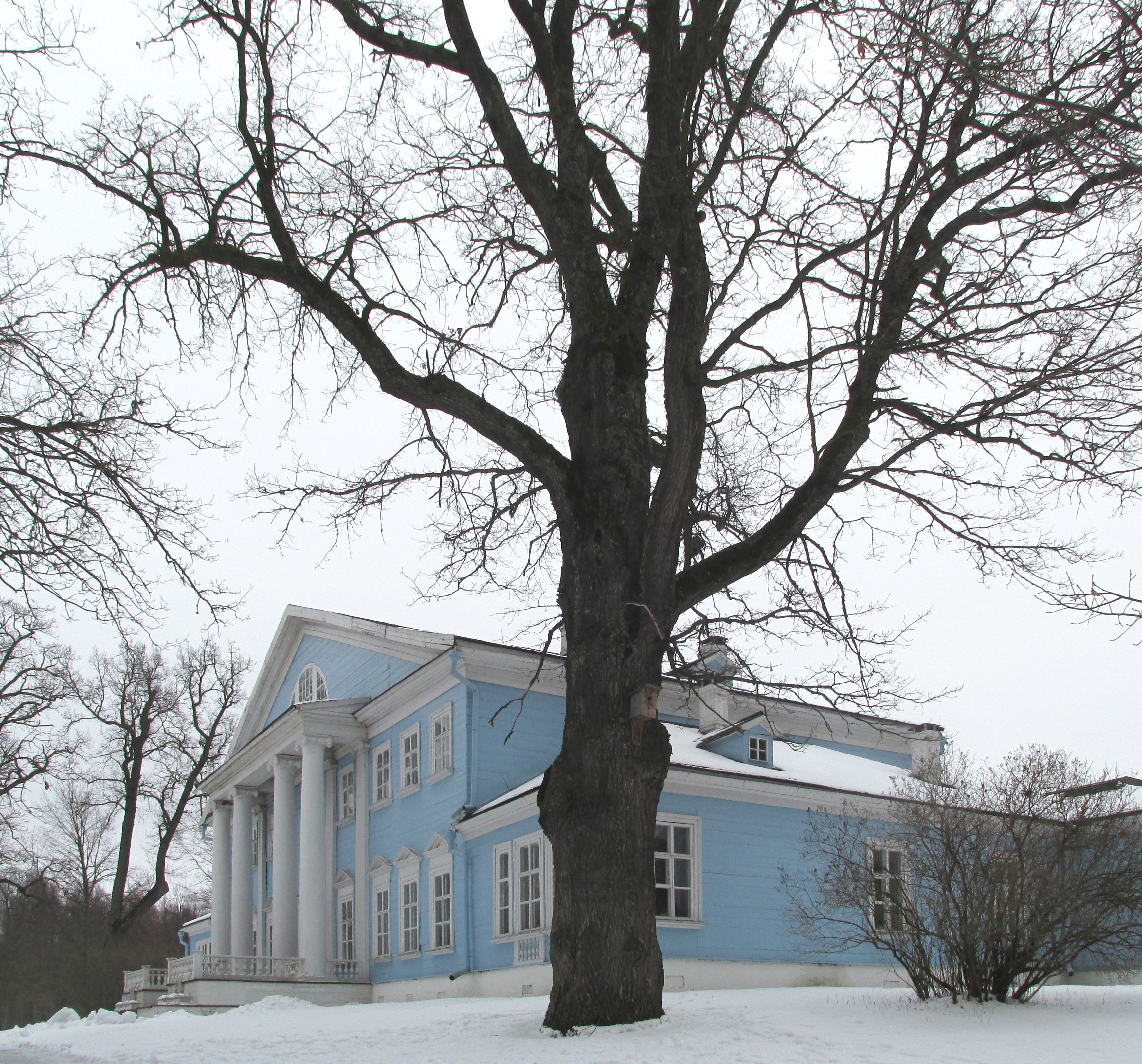
Musée Glinka à Novospasskoïe.